# Tuyến Iiyama
Tuyến Iiyama (飯山線 Iiyama-sen) là một tuyến đường sắt được điều hành bởi Công ty Đường sắt Đông Nhật Bản (JR East). Tuyến này kết nối ga Toyono ở thành phố Nagano với ga Echigo-Kawaguchi ở thành phố Nagaoka.